# James Comer
James Richardson Comer, född 19 augusti 1972 i Carthage i Tennessee, är en amerikansk politiker (republikan). Han är ledamot av USA:s representanthus sedan 2016.
Kongressledamot Ed Whitfield avgick 2016 och Comer fyllnadsvaldes till representanthuset.